# Melissoptila mielkei
Melissoptila mielkei är en biart som beskrevs av Urban 1998. Melissoptila mielkei ingår i släktet Melissoptila och familjen långtungebin. Inga underarter finns listade i Catalogue of Life.